# Saga (musikgrupp)
Saga är en musikgrupp från Kanada som spelar en form av progressiv rock. 
Bandet debuterade 1978 och namnet Saga tog de för att de på sina fyra första album hade ett genomgående tema, som en saga. De fick sina allra största framgångar med albumen ”Worlds apart” (1981) och ”Heads or tales” (1983), och under sin långa karriär har gruppen sålt över 8 miljoner album världen över.

## Bandets medlemmar
Jim Crichton (bas och keyboard) och Michael Sadler (sångare, Bas, Keyboards) är de som skrivit de flesta av gruppens låtar. Ian Crichton ses av många som en av rockvärldens mest underskattade gitarrister, han har spelat in flera soloalbum och även framträtt tillsammans med gruppen Asia. Jim Gilmour (keyboard) ersatte 1980 Peter Rochon. Batteristen Steve Negus, en av originalmedlemmarna i gruppen, ersattes av Christian Simphson. Simpson fick sedermera lämna bandet på grund av sjukdom. På albumet "Trust" presenterades istället Brian Doerner (tidigare Helix). Brian Doerner har varit bandets trummis på de senaste albumen (Trust, 10,000 Days, The Human Condition samt 20/20), däremot fick även han lämna bandet på grund av hjärtproblem. 2012 utlystes så en tävling via bandets hemsida för att hitta en ny trummis, vinnaren blev sedermera Mike Thorne.

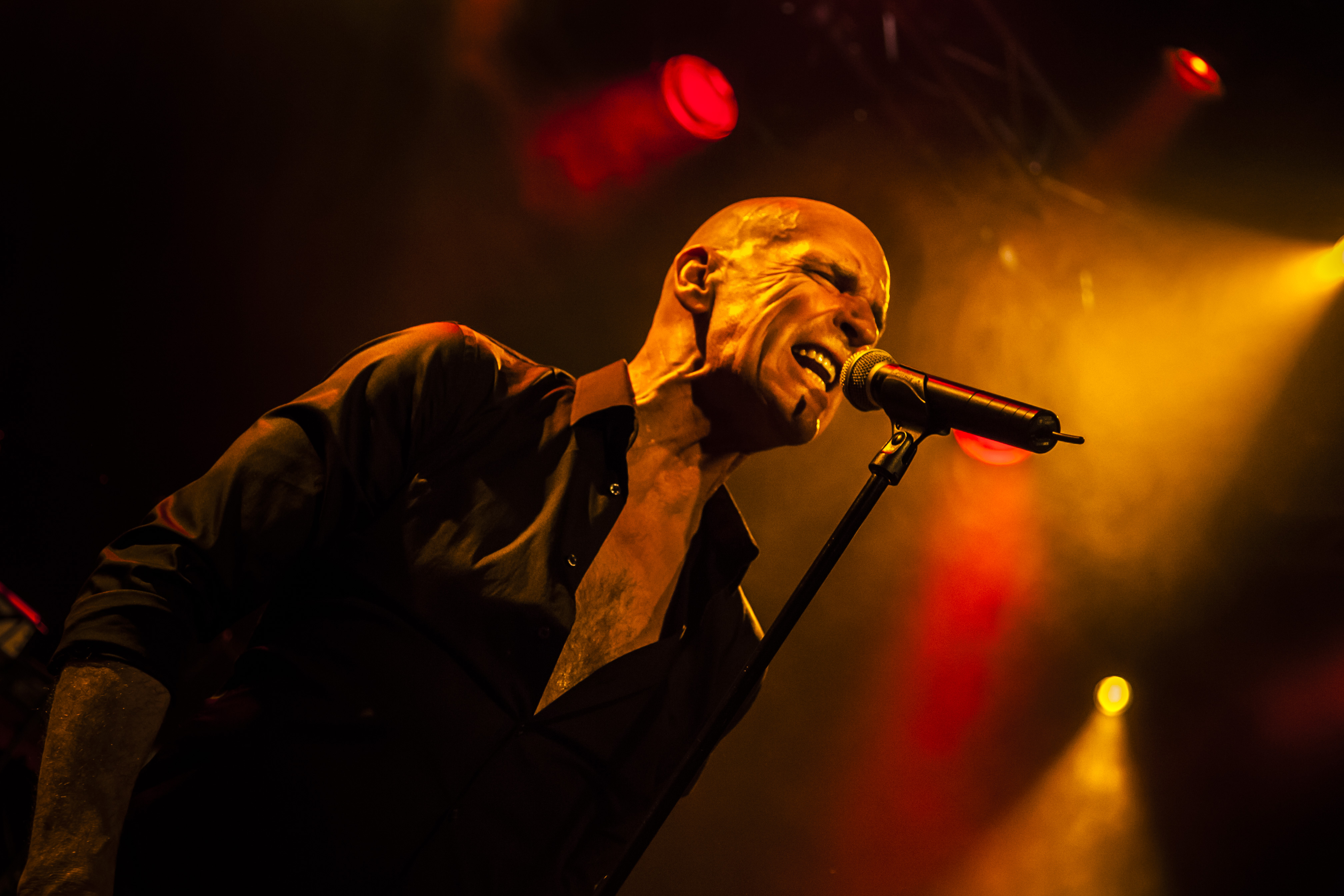
Michael Sadler på en spelning i Stockholm 2012

## Bandets historia
Gruppen bildades 1977 i Toronto. Namnet Saga tog de för att de på sina fyra första album hade ett genomgående tema, som en saga. 1999 återupptog de historiekonceptet på ytterligare tre album. Alla kapitel i historierna har framförts under deras turnéer under åren. Saga spelar en typ av elektronisk musik mixat med progressive rock och pomp. De använder keyboards på ett unikt sätt, ofta spelar hela tre av bandmedlemmarna, Sadler, Gilmour och Jim Chrichton, keyboard samtidigt, även på scen.  
Deras första, självbetitlade album släpptes i juni 1978. Det var i och med deras två därpå följande album, Images at Twilight (1979) och Silent Knight (1980), som de slog igenom ordentligt och klättrade på topplistorna. De fick vara förband åt den amerikanska supergruppen Styx i Frankrike och Tyskland. Då de turnerade med Rush i Kanada blev de även kända på hemmaplan. Bandet bestämde sig för att spela in nästa album i England med Rupert Hine som producent. Worlds Apart (1981) blev Sagas största framgång, plattan sålde guld i USA och fick stor exponering av MTV. Låten On The Loose, från detta album och Wind Him Up, en låt om spelberoende, spelades mycket på radio. 1982 vann Saga flera utmärkelser och fick guldskivor i Kanada och Tyskland. Efter att albumet släppts i Nordamerika följde en omfattande USA-turné som förband till Pat Benatar, Billy Squier och Jethro Tull. Sagas första livealbum In Transit spelades in i februari 1982 i München och Köpenhamn. Hine producerade ytterligare ett album med SAGA; Heads or Tales som släpptes 1983.
Albumen Heads or Tales och efterföljande Behaviour (1985) kunde inte matcha bandets tidigare framgångar, dock anses det förra av fansen som ett av de bästa albumen av Saga, med sånger som Scratching the Surface och The Flyer. Behaviour var dock den bättre säljande plattan av de två, främst på grund av en framgångsrik singel, What Do I Know. Den efterföljande turnén blev den sista för bandet i USA. Amerikanernas förmåga att anamma nya artister, och att kanske inte vara så lojala som exempelvis de europeiska fansen ledde fram till beslutet att inte turnera där. Bandets sound var vid denna tidpunkt mer polerat och radioanpassat än tidigare och 1986 lämnade Steve Negus och Jim Gilmour gruppen på grund av musikaliska skiljaktigheter med övriga bandet. De startade istället ett eget projekt; Gilmour-Negus Project (GNP) som släppte en skiva, Safety Zone 1989. 
Saga levde vidare med Michael Sadler och bröderna Crichton, stöttade av sessionmusiker. Den radiovänliga Wildest Dreams (1987) blev en försäljningsmässig besvikelse. Singelskivan Only Time Will Tell, inspirerad av The Police, blev fram till idag den sista låt från bandet som kommit in på amerikanska Topp 40. Nu koncentrerade sig bandet på den europeiska marknaden istället, 1989 kom albumet The Beginners Guide to Throwing Shapes som bjöd på ett hårdare sound i jämförelse med föregångaren.
1993 återvände Steve Negus och Jim Gilmour till bandet för att spela in albumet The Security of Illusion. Skivan är ansedd som något av en comeback för bandet och skivan blev väl emottagen. 1994 kom Steel Umbrellas, med musik som var skriven för en TV-serie, Cobra. 1993-94 genomförde bandet en Europaturné som blev en stor succé, den visade att Saga fortfarande var ett storslaget liveband. 1995 komponerade och producerade Jim Crichton det mesta av materialet på albumet, Generation 13. 
Inför deras jubileumsturné 1997 släpptes albumet Pleasure & the Pain som på grund av sitt låtmaterial och ruffiga produktion anses vara ett av bandets sämsta album. Det efterföljande albumet Full Circle (1999) visade dock på en uppryckning. De efterföljande House of Cards (2001) Marathon (2003) Network (2004), Trust (2006) och 10,000 Days (2007) har dock visat upp ett klart mer vitalt band och dessa skivor blev mycket väl mottagna av kritiker och publik. Särskilt House of Cards gav bandet ett förnyat intresse från publiken; låten Money Talks var den femte mest spelade videon i Kanada 2001.
Under hösten 2007 väntade en stor turné. Tyngdpunkten låg på Tyskland där Sagas stora marknad fanns. Dock gjorde bandet ett flertal framgångsrika spelningar i hemlandet Kanada. Vid utgången av 2007 hade sångaren Michael Sadler deklarerat att han skulle lämna Saga på grund av familjeskäl. Sångaren Rob Moratti som tidigare varit med i Final Frontier ersatte honom och med honom vid mikrofonen släppte man albumet The Human Condition år 2009. Samma år gjorde man en turné, främst i Tyskland. Man spelade även in en liveskiva Heads Or Tales Live innan Moratti lämnade bandet. 

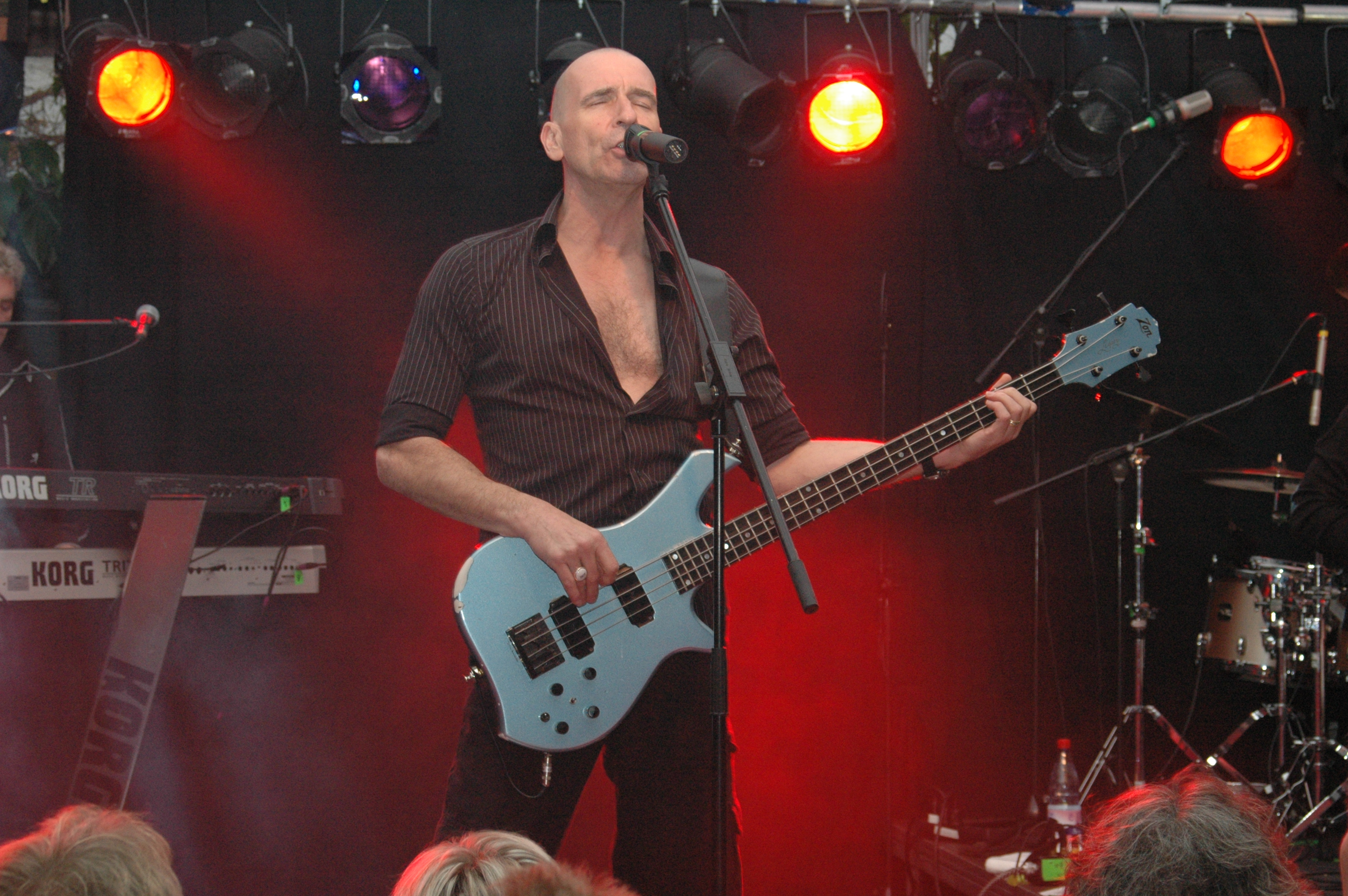
Michael Sadler, frontman i Saga, under en konsert i Dexheim.

2011 meddelade Saga att Michael Sadler hade återvänt till bandet och sommaren 2012 släpptes skivan 20/20 med tillhörande turné som bland annat nådde Skandinavien. 
Saga spelade på Sweden Rock den 7 juni 2014 och släppte senaste skivan Sagacity. Saga har sedan återvänt till Sverige med konserter i maj 2015 och november 2016.
I mars 2021 släpptes Sagas 22:a studioalbum Symmetry, vilket innehöll akustiska versioner av några av bandets klassiska låtar. Idéen till albumet kom efter den så kallade avskedsturnén 2017 där de agerade förband åt sig själva genom att öppna med ett akustiskt set. Bandet återkom till Sverige för tre spelningar i oktober 2022 .

## Diskografi

### Studioalbum[9]
- 1978 - Saga
- 1979 - Images at Twilight
- 1980 - Silent Knight
- 1981 - Worlds Apart
- 1983 - Heads or Tales
- 1985 - Behaviour
- 1987 - Wildest Dreams
- 1989 - The Beginner's Guide to Throwing Shapes
- 1993 - The Security of Illusion
- 1994 - Steel Umbrellas
- 1995 - Generation 13
- 1997 - Pleasure & The Pain
- 1999 - Full Circle
- 2001 - House of Cards
- 2003 - Marathon
- 2004 - Network
- 2006 - Trust
- 2007 - 10,000 Days
- 2009 - The Human Condition
- 2012 - 20/20
- 2014 - Sagacity
- 2021 - Symmetry